# 中國銀行大廈 (香港)

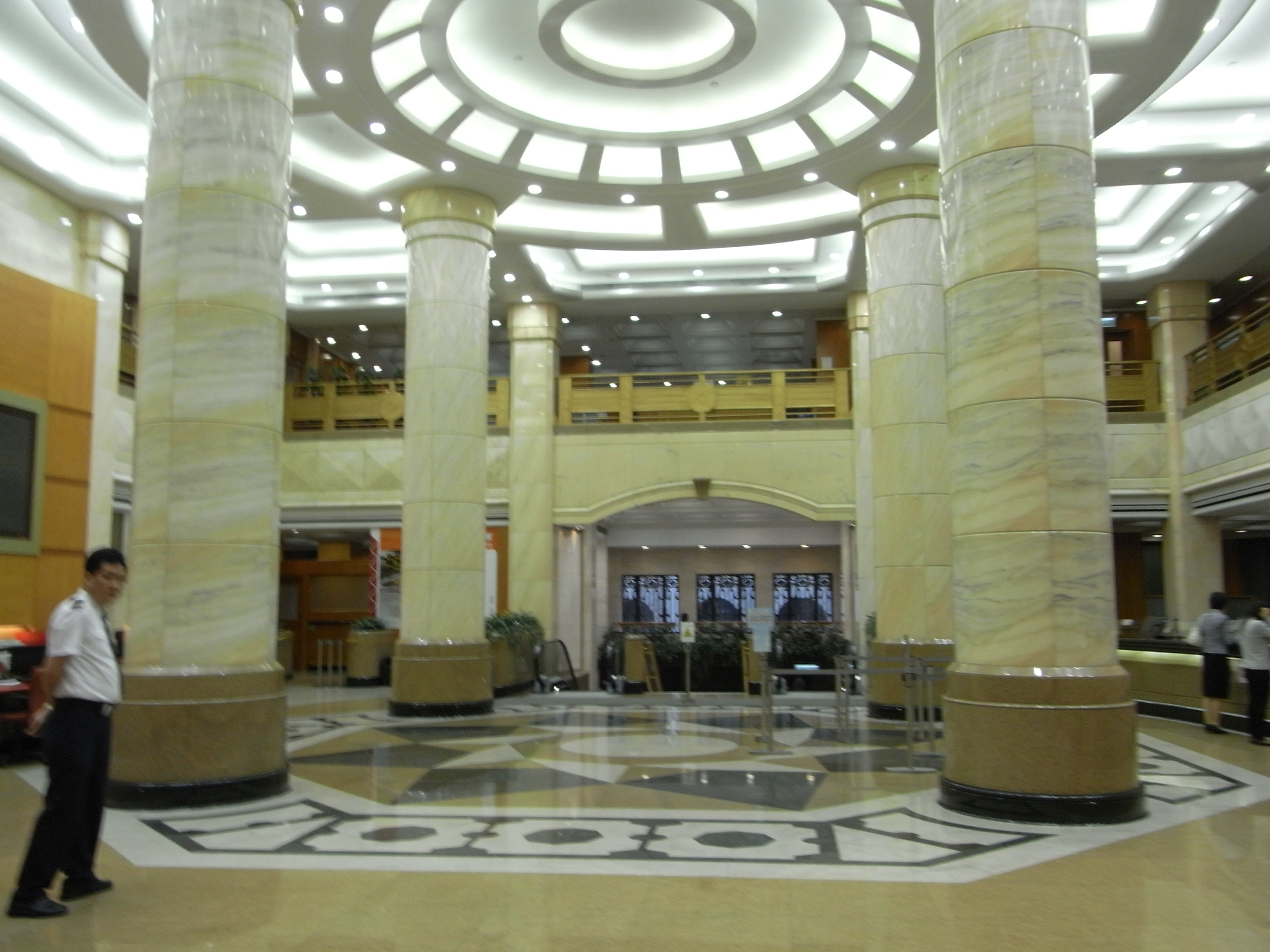
銀行大堂保留1950年代建築風格

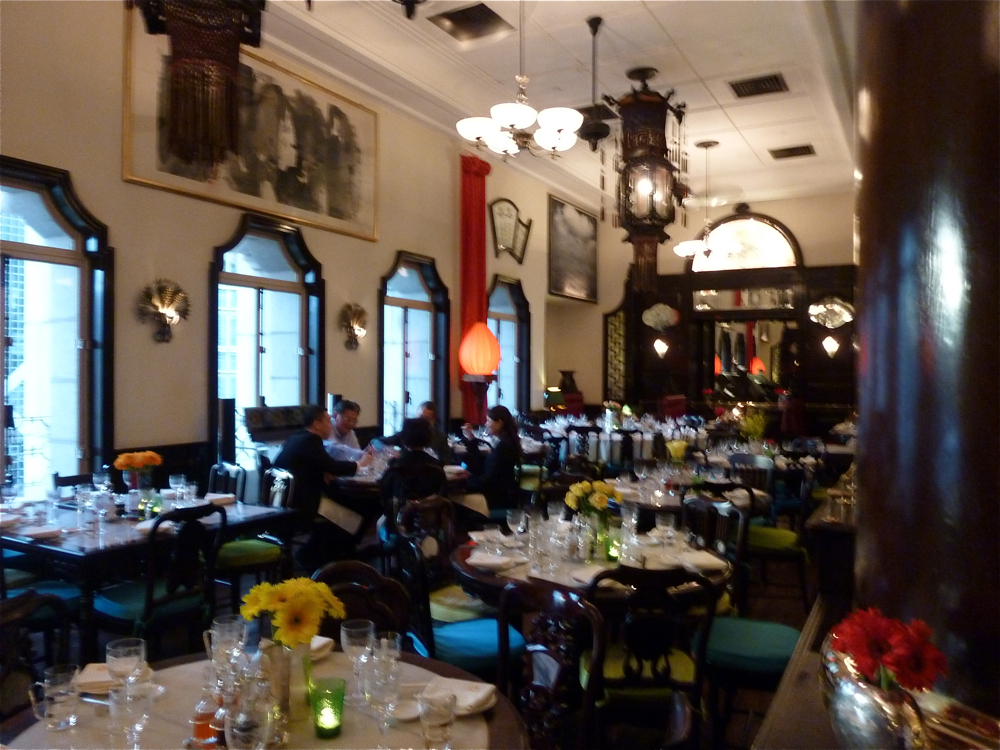
13至14樓為會員專用的私人會所中國會

中國銀行大廈（英語：Bank of China Building），俗稱舊中銀大廈，位於香港中環德輔道中2A號，現在是中銀香港中區分行的所在地。大廈已被列為一級歷史建築。

## 歷史及結構
中國銀行大廈原址是舊香港大會堂的一部分，於1947年的官地拍賣，以277.8萬元作為拍賣底價，最後由時任中國銀行總經理鄭鐵如以374.5萬元投得，並刷新當時官地拍賣價的最高紀錄。
中國銀行大廈於1950年落成，由「巴馬丹拿」設計，仿照上海外灘的中國銀行總行外型，佔地超過1,400平方米，樓高17層，比旁邊的第三代香港匯豐銀行總行大廈高出6.5米，取代其全香港最高的建築物地位，直至1955年由霍英東在銅鑼灣所建的蟾宮大廈所取代。

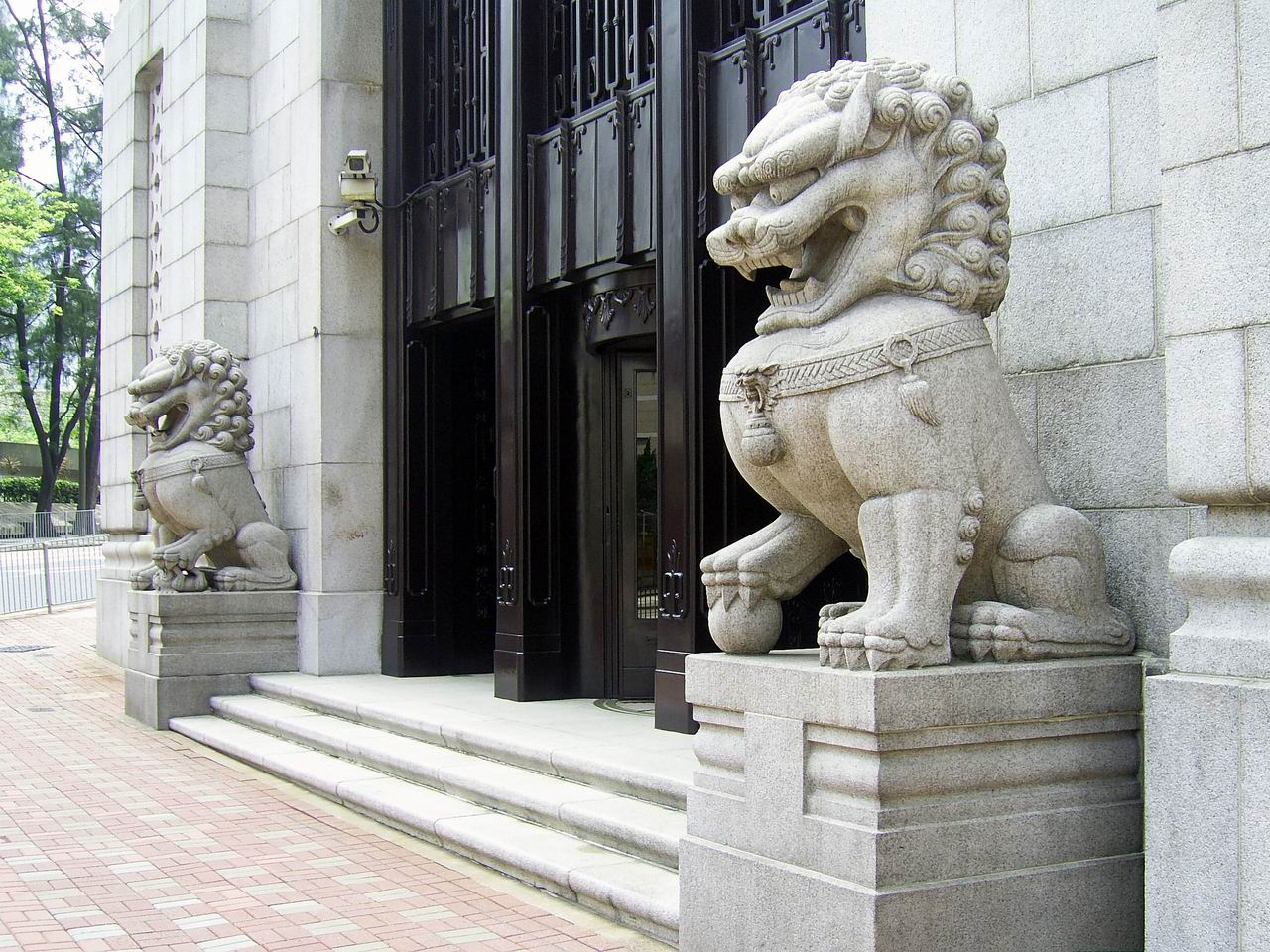
中式石獅把守大門

中國銀行大廈建築物立面作垂直向上的構圖，內部為當時少見的鋼支架結構，外牆採用本地花崗岩，以「現代主義」配合中國式裝飾元素的「折衷派」設計。大廈入口有兩尊朝東的石獅子拱衛，中設金屬旋轉門，首層為銀行大廳，牆面舖設入口意大利大理石，有四條青銅和不鏽鋼飾柱，天花採用威尼斯金色馬賽克砌成中國錢幣圖案，經理辦公室及各部門分置於夾層及樓上，另設有兩個住宅供銀行幹事及管理員居住，地下層為停車場。大廈首設可承載多人的電梯，由入口專責人員操縱。大廈亦安裝冷暖氣空調系統。
中國銀行大廈曾是中國銀行在香港的總部所在，並曾於1952至1979年間成為華潤集團總部。在1990年位於金鐘道和花園道交界的新中銀大廈啟用後，此大廈曾為新華銀行所使用，並易名為新華銀行大廈。在2001年底，中銀香港重組香港的中資銀行業務，合併新華銀行後，再更改為原本名字。
而大廈13樓至14樓為中國會（China Club（页面存档备份，存于）），為高級私人會所，只限會員專用。
目前，中銀已將本大樓翻新為中銀香港私人銀行部，並由貝聿銘之子貝禮中設計。

## 照片集

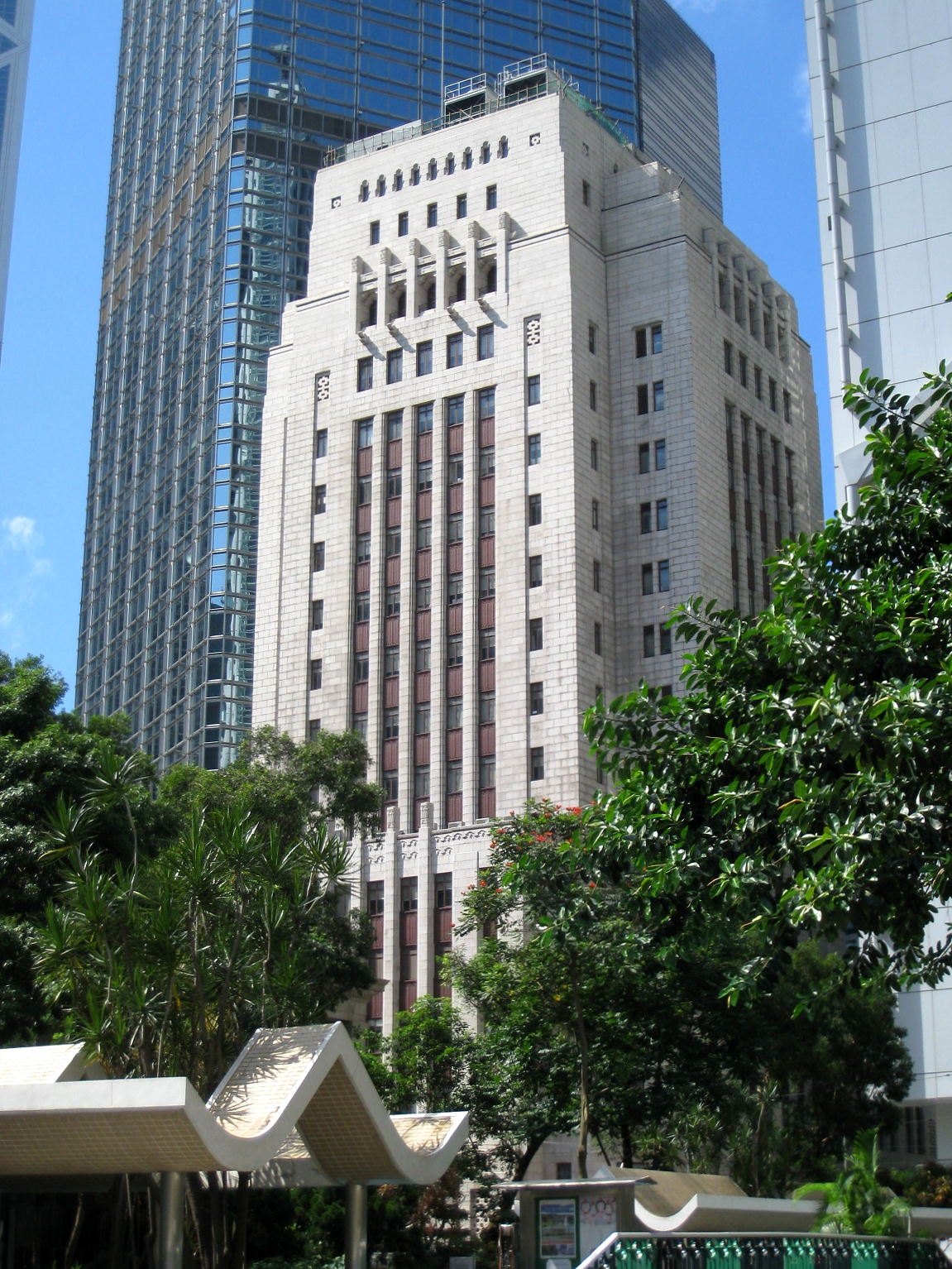
德輔道中正門
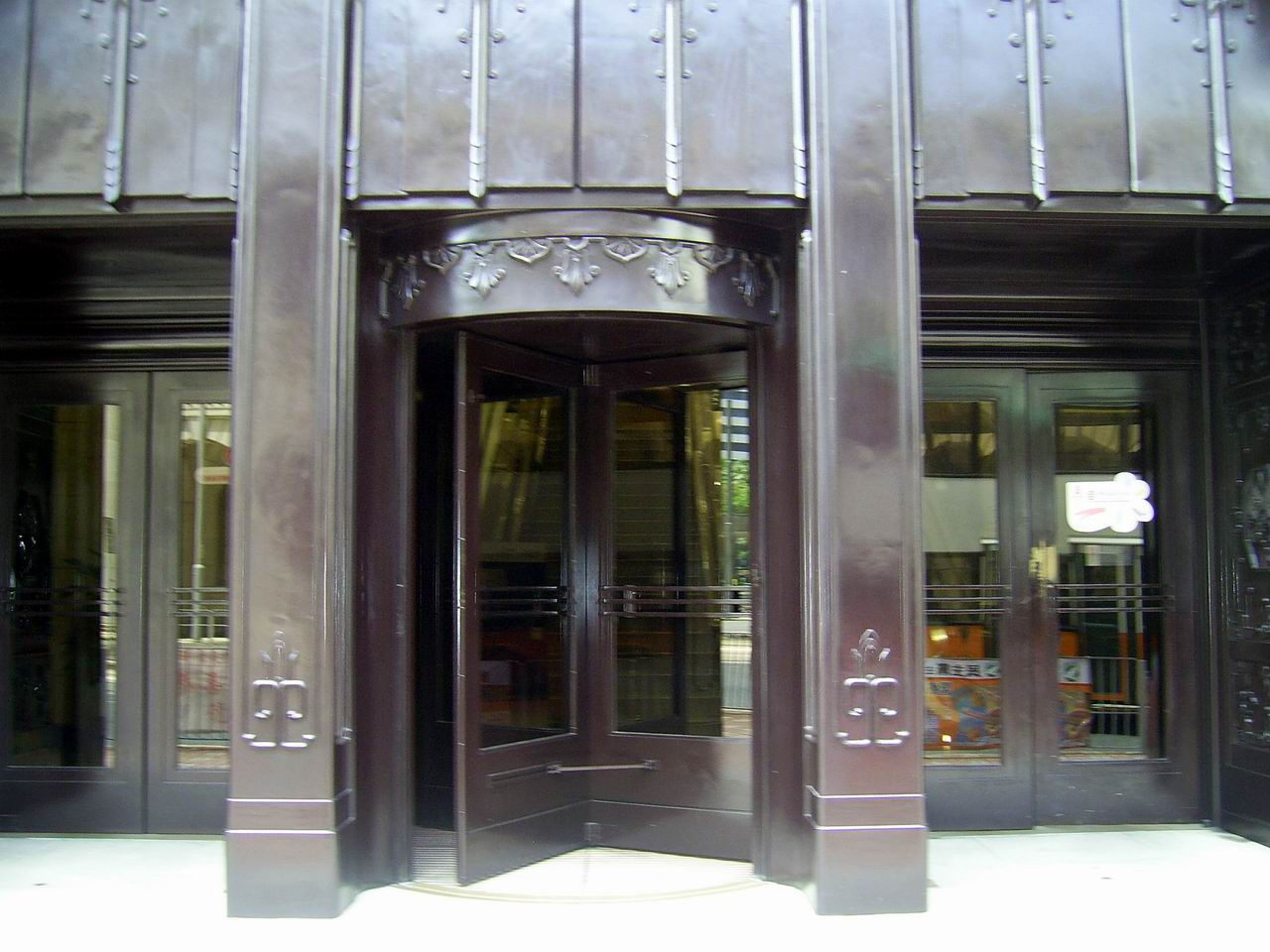
金屬旋轉門
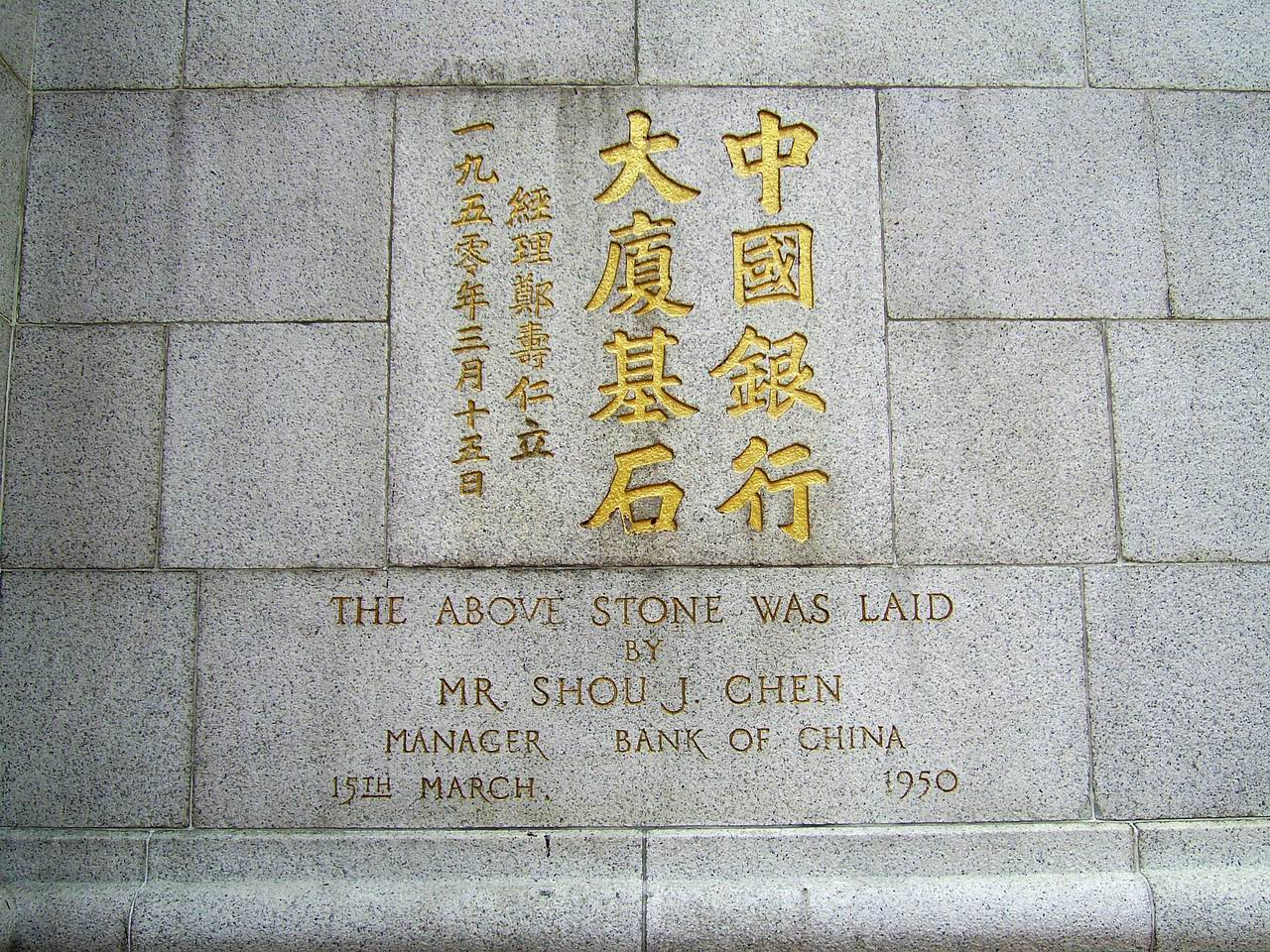
奠基石
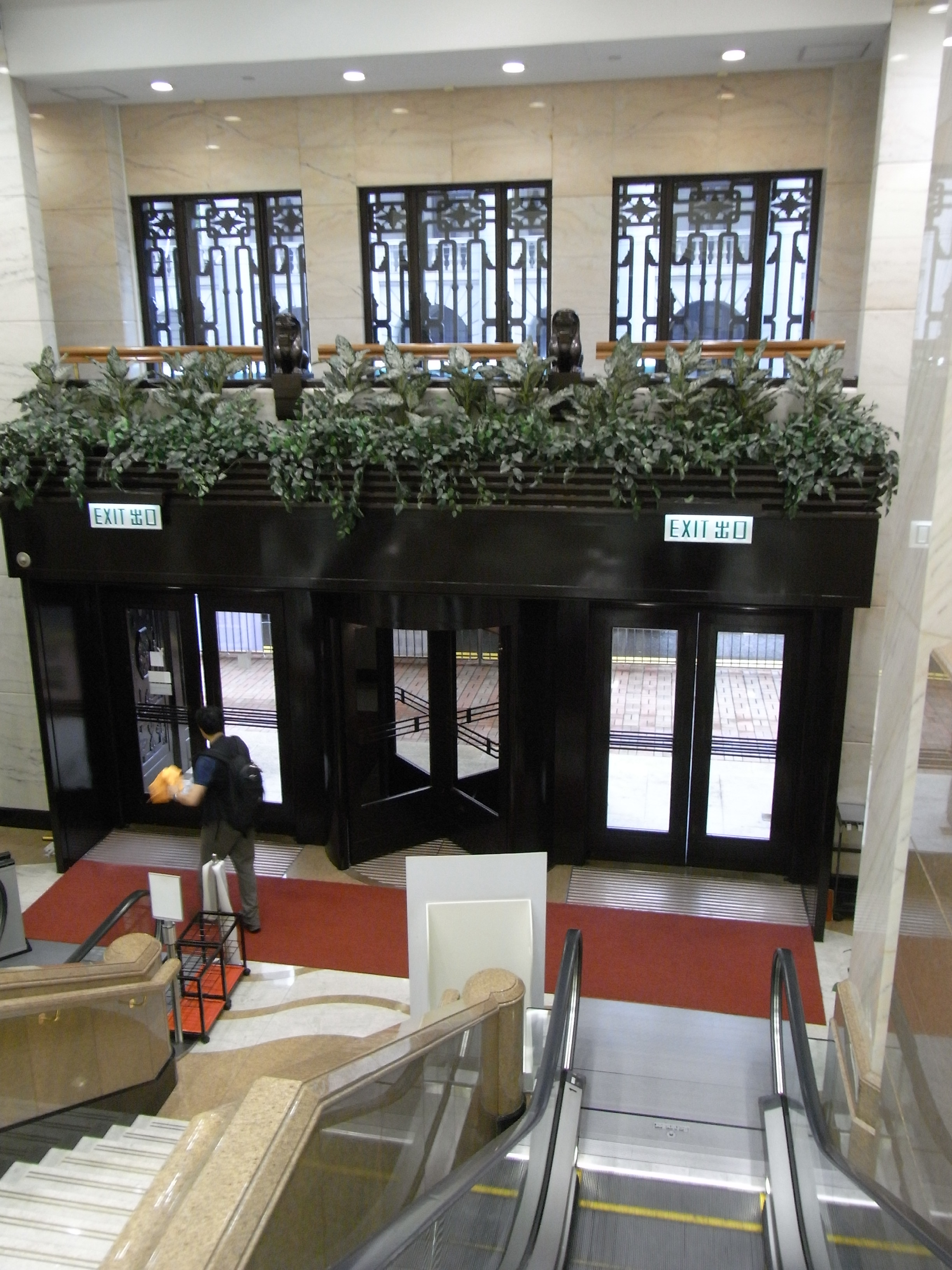
銀行入口正門
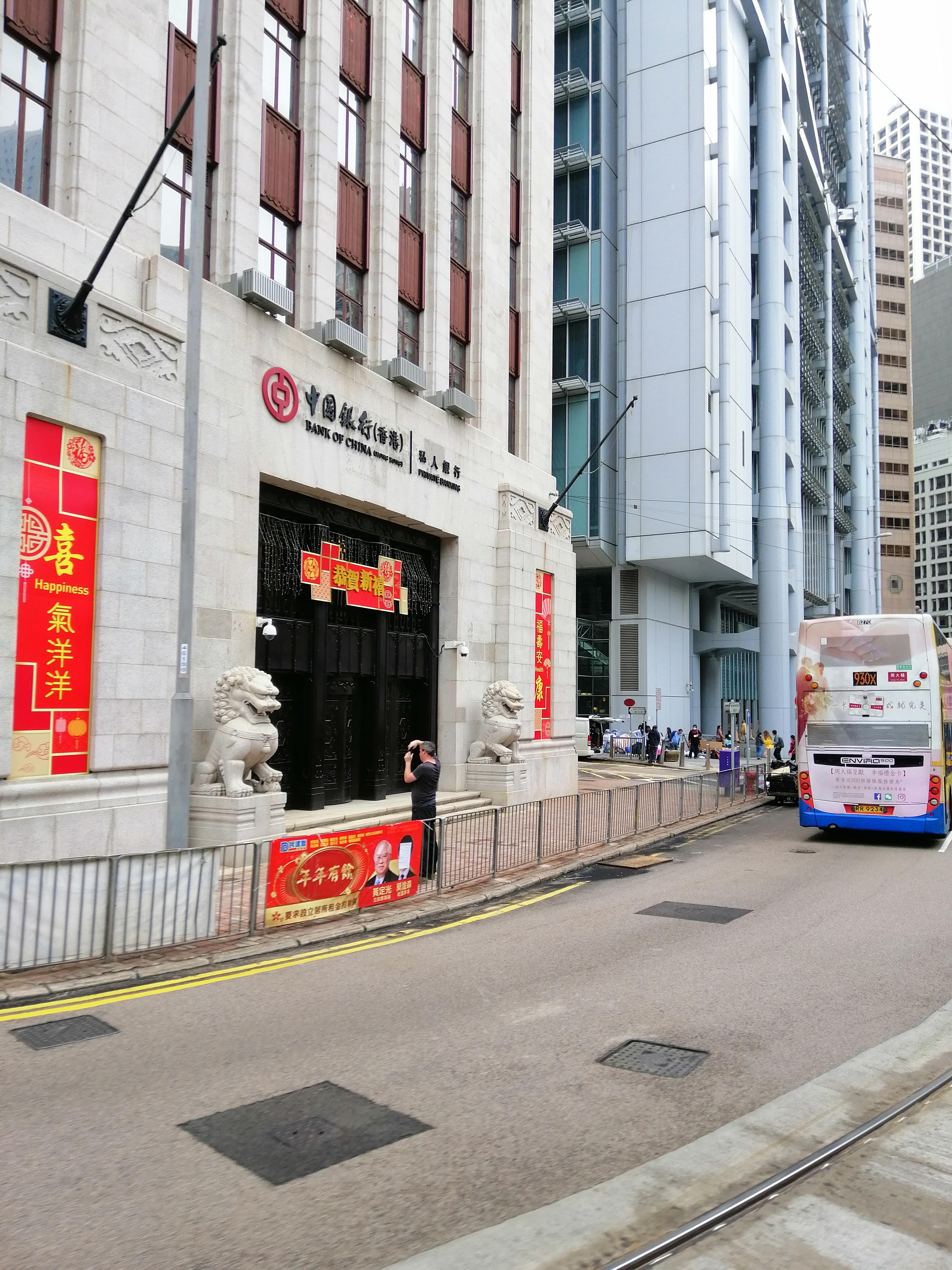
大廈其中一入口

## 外部連結
维基共享资源上的相關多媒體資源：中國銀行大廈
22°16′49″N 114°09′37″E / 22.280231°N 114.160152°E